# San Juan de Lózara
Lózara (llamada oficialmente San Xoán de Lóuzara) es una parroquia y una aldea española del municipio de Samos, en la provincia de Lugo, Galicia.

## Otras denominaciones
La parroquia también es conocida por el nombre de San Juan de Lózara.

## Organización territorial
La parroquia está formada por once entidades de población:

### Entidades de población
Entidades de población que forman parte de la parroquia:
- Bustofrío
- Paredes
- Praducelo
- San Xuan (San Xoán)
- Santo Sidro
- Trascastro
- Viladocastro (Vila do Castro)
- Vilela

### Despoblados
Despoblados que forman parte de la parroquia:
- Locai
- Ponte de Lóuzara (A Ponte)
- Requeixo

## Demografía

### Parroquia
| Gráfica de evolución demográfica de Lózara (parroquia) entre 2000 y 2021 |
|                                                                          |
| Datos según el nomenclátor publicado por el INE.                         |

### Aldea
| Gráfica de evolución demográfica de San Xuan (aldea) entre 2000 y 2021 |
|                                                                        |
| Datos según el nomenclátor publicado por el INE.                       |